# مسابقات قهرمانی کشتی آسیا ۱۹۷۹
کشتی قهرمانی آسیا ۱۹۷۹ نخستین دوره از رقابت‌های قهرمانی آسیا می‌باشد که از ۸ تا ۱۱ نوامبر ۱۹۷۹ در جلندر، هند برگزار گردید.

## جدول مدال‌ها
| رتبه           | کشور           | طلا | نقره | برنز | مجموع |
| -------------- | -------------- | --- | ---- | ---- | ----- |
| ۱              | ژاپن           | ۵   | ۱    | ۱    | ۷     |
| ۲              | ایران          | ۴   | ۲    | ۳    | ۹     |
| ۳              | پاکستان        | ۱   | ۰    | ۱    | ۲     |
| ۴              | هند            | ۰   | ۶    | ۲    | ۸     |
| ۵              | کرهٔ جنوبی      | ۰   | ۱    | ۲    | ۳     |
| ۶              | چین            | ۰   | ۰    | ۱    | ۱     |
| مجموع (۶ کشور) | مجموع (۶ کشور) | ۱۰  | ۱۰   | ۱۰   | ۳۰    |

## رده‌بندی تیمی
| رتبه | آزاد مردان | آزاد مردان |
| رتبه | تیم        | امتیازات   |
| ---- | ---------- | ---------- |
| ۱    | ایران      | ۴۰         |
| ۲    | ژاپن       | ۳۸         |
| ۳    | هند        | ۳۴         |
| ۴    | کرهٔ جنوبی  | ۱۵         |
| ۵    | پاکستان    | ۱۴         |

## خلاصه مدال‌ها

### آزاد مردان
| رویداد  | طلا                      | نقره                   | برنز                          |
| ۴۸ ک‌گ   | Takashi Irie · ژاپن      | Mahabir Singh · هند    | سبحان روحی · ایران            |
| ۵۲ ک‌گ   | Masaki Motozawa · ژاپن   | Ashok Kumar · هند      | Ji Yong-hong · کرهٔ جنوبی      |
| ۵۷ ک‌گ   | Muhammad Azeem · پاکستان | سید رسول حسینی · ایران | Gian Singh · هند              |
| ۶۲ ک‌گ   | Tsuneo Taga · ژاپن       | Ali Abdoli · ایران     | یانگ جونگ-مو · کرهٔ جنوبی      |
| ۶۸ ک‌گ   | Akira Miyahara · ژاپن    | Jagminder Singh · هند  | Jahandar Abdolbagher · ایران  |
| ۷۴ ک‌گ   | محمدحسین محبی · ایران    | Go Jin-won · کرهٔ جنوبی | Rajinder Singh · هند          |
| ۸۲ ک‌گ   | جبار مهدیون · ایران      | ماسارو موتگی · ژاپن    | Wang Yaowei · چین             |
| ۹۰ ک‌گ   | محمدحسن محبی · ایران     | Budh Singh · هند       | Akira Suzuki · ژاپن           |
| ۱۰۰ ک‌گ  | Yoshiaki Yatsu · ژاپن    | Kartar Singh · هند     | علیرضا سلیمانی · ایران        |
| ۱۰۰+ ک‌گ | رضا سوخته‌سرایی · ایران   | Satpal Singh · هند     | Muhammad Salahuddin · پاکستان |